# Сан-Кристобаль (город, Доминиканская Республика)
Сан-Кристобаль (исп. San Cristóbal) — город и муниципалитет в Доминиканской Республике, столица одноимённой провинции Сан-Кристобаль. Он граничит с муниципалитетами: Вилья-Альтаграсия на севере, Сабана-Гранде-де-Паленке на юге, Бахос-де-Айна и Сан-Грегорио-де-Нигуа на востоке, Камбита-Гарабитос и Ягуате на западе, а также на северо-западе он граничит с провинцией Санто-Доминго, а на юге небольшой участок муниципалитета омывается водами Карибского моря. Сан-Кристобаль расположен в 26 км от столицы страны Санто-Доминго.

## История
Хотя город был основан в начале XIX века священником Хуаном де Хесусом Фабианом Айалой и Гарсиа, первое поселение на его месте возникло ещё в конце XV века, которое организовал здесь брат Христофора Колумба Бартоломео Колумб. Во время гаитянской оккупации с 1821-го по 1844-й год Сан-Кристобаль стал одним из центров сопротивления доминиканцев. 19 ноября 1844 года в городе была принята первая конституция Доминиканской Республики.
В 1891 году в Сан-Кристобале родился будущий диктатор Рафаэль Трухильо, этот факт определил развитие города во время его диктатуры с 1930-го по 1961-й год. Здесь находилась его резиденция в доме из красного дерева, который позднее был превращён в музей. Кроме того в городе были возведены различные монументы, ряд из которых прославляли самого диктатора.

## Достопримечательности
- Пещеры Помьер к северу от Сан-Кристобаля

## Известные уроженцы
- Рафаэль Трухильо  (1891—1961), доминиканский диктатор (1930—1961), президент Доминиканской Республики (1930—1938, 1942—1952)
- Эктор Трухильо  (1908—2002), младший брат диктатора Рафаэля Трухильо, «марионеточный» президент Доминиканской Республики (1952—1960)